# Бэнкерт, Джадд
Джадд Бэнкерт (англ. Judd Bankert) — гуамский биатлонист, единственный в истории представитель Гуама на зимних Олимпийских играх.

## Биография
Родился в Гранд-Рапидс, штат Мичиган. Окончил Мичиганский университет. По окончании учёбы работал в Детройте аудитором. В декабре 1981 года Бэнкерт переехал на Гуам вместе с женой и дочерью и работал консультантом.
В 1987 году национальный Олимпийский комитет Гуама был принят в МОК. Когда гуамский НОК стал искать спортсмена для участия в Играх, Бэнкерт добровольно вызвался заняться лыжными гонками, кроме того он был внебрачным сыном гуамца. Уже в августе 1987 года Бэнкерт переехал с семьёй в Беллингхем, штат Вашингтон, чтобы тренироваться с лыжной командой Университета Западного Вашингтона. Его личным тренером был Ричард Доми. В конце 1987 года он тренировался вместе с олимпийской командой США по биатлону в Уэст-Йеллоустоне.
Чтобы участвовать в зимних Олимпийских играх Бэнкерт должен был выступить в двух соревнованиях, проводимых под эгидой IBU. За 3 дня до открытия Игр в Калгари он выполнил это условие. На церемонии открытия нёс флаг Гуама и был единственным его представителем. Бэнкерт был одним из самых возрастных олимпийцев на Играх, ему было 38 лет. Принял участие только в биатлонном спринте, где, закрыв 8 мишеней из 10, финишировал предпоследним — 71-м, опередив только Эллиота Арчиллу, представлявшего Пуэрто-Рико.
После Олимпийских игр Бэнкерт возвратился на Гуам и продолжил работать консультантом, но вскоре вернулся в США и обосновался в Стонтоне, штат Вирджиния.

### Участие в Олимпийских играх
| Год  | Место проведения | Инд | Спр | Эст |
| 1988 | Калгари          | —   | 71  | —   |